# Sambuca Pistoiese
Sambuca Pistoiese é uma comuna italiana da região da Toscana, província de Pistoia, com cerca de 1.604 habitantes. Estende-se por uma área de 77 km², tendo uma densidade populacional de 21 hab/km². Faz fronteira com Camugnano (BO), Cantagallo (PO), Castel di Casio (BO), Granaglione (BO), Pistoia.

## Demografia
| Variação demográfica do município entre 1861 e 2011                               |
|                                                                                   |
| Fonte: Istituto Nazionale di Statistica (ISTAT) - Elaboração gráfica da Wikipedia |